# Praça Comendador Germano Roriz
A Praça Comendador Germano Roriz, também conhecida como Praça do Cruzeiro, localiza-se no setor Sul na cidade de Goiânia, em Goiás. Foi com construída em 1947 e tombada como patrimônio histórico em 2014.